# Louis Saha
Louis Laurent Saha (n. 8 august 1978, Paris, Île-de-France, Franța) este un fotbalist francez retras din activitate.

## Cariera de club

### Metz
Saha și-a făcut debutul în fotbalul englez când a fost împrumutat de FC Metz lui Newcastle United în 1999, jucând 11 partide și marcând un gol înainte de întoarcerea în Franța.

### Fulham
S-a transferat la Fulham F.C. pentru 2,1 milioane de lire sterline în 2000. După aproape patru ani petrecuți la club, a marcat 63 de goluri în total. A devenit favoritul publicului la Fulham înainte să se transfere la Manchester United.

### Manchester United
Saha s-a transferat la Manchester United pentru 12,8 milioane de lire sterline, în 2004, după ce l-a impresionat pe Sir Alex Ferguson în partida Fulham-Mancheter United (1-2), și de-a lungul întregului sezon, cu 15 goluri marcate până la partida cu Manchester. Fulham a ezitat să-l vândă pe Saha, dar jucătorul a insistat, și transferul s-a efectuat pe 23 ianuarie 2004.
Saha a impresionat cu cele 7 goluri marcate în primele sale 10 meciuri la Manchester. A marcat la debutul său, împotriva lui Southampton, și apoi cu Everton. A marcat și împotriva fostului său club, Fulham, după o demarcare și o cursă impresionantă, încheiată cu un șut puternic. Saha a înscris și golul târziu al egalării pe Highbury, după ce intrase ca rezervă.
A fost convocat atunci la echipa națională a Franței, marcând la debutul său împotriva reprezentativei Belgiei, și a fost inclus în lotul francez pentru Euro 2004. Nu a putut să joace în finala Cupei FA împotriva celor de la Millwall în acel sezon, pentru că jucase în aceeași competiție pentru Fulham.
Sezonul 2004-05 a fost marcat de accidentări repetate. A fost titular în doar 11 partide, rezervă în alte 11, și a marcat două goluri. În septembrie s-a accidentat la genunchi în meciul Franța-Insulele Feroe, și a stat pe bancă o lună. În noiembrie accidentarea a recidivat, tot la un meci internațional, și a trebuit să stea departe de gazon încă două luni.
La sfârșitul lui februarie 2005, problema a reapărut, și Saha a stat încă două luni pe tușă. Aceste probleme îi periclitau viitorul la United. Francezul a suferit o accidentare la coapsă, care avea să-l țină departe de gazon în primele trei luni ale noului sezon, și s-a vorbit atunci de o posibilă plecare în perioada de transferări din ianuarie.
A revenit în noiembrie 2005, intrând pe teren din postura de rezervă, și ca titular în meciurile din Cupa Ligii. Spre surprinderea multora, atacantul francez a revenit la forma sa inițială, marcând multe goluri. Cele șase goluri marcate în Cupa Ligii l-au ajutat să-l înlocuiască pe Ruud van Nistelrooy în linia de atac al lui Manchester United, unde l-a avut ca partener pe Wayne Rooney.
Saha l-a înlocuit pe van Nistelrooy în finala de la Cardiff împotriva celor de la Wigan, meci care a reprezentat un moment de cotitură în carierele celor doi, pentru că de atunci olandezul avea să fie lăsat pe bancă la începutul partidelor.
Puțini și-ar fi imaginat că la sfârșitul sezonului avea să fie van Nistelrooy, și nu Saha, cel care va pleca. În total, francezul a marcat 15 goluri în sezonul 2005-06, destule pentru a-l convinge pe Ferguson că ar trebui să facă pereche în atacul lui Manchester United cu Wayne Rooney în sezonul 2006-07.
Saha a început noul sezon, în august 2006, după ce se întorsese de la Campionatul Mondial de fotbal din Germania, unde jucase pentru Franța în trei meciuri, din postura de rezervă. În primul meci al sezonului, a marcat din nou împotriva fostei sale echipe Fulham, și a fost constant în prima jumătate a sezonului. A marcat două goluri acasă cu Celtic, goluri cu Manchester City și Chelsea, plus goluri spectaculoase cu Charlton și Benfica. Și-a asumat și responsabilitatea de a executa lovituri de la 11 m, dar a ratat un penalty în ultimul minut al unui meci cu Celtic, care i-ar fi permis lui United să egaleze.
Saha a semnat prelungirea contractului său în decembrie 2006, până în anul 2010, dar de atunci vechea problemă a accidentărilor a reapărut. Accidentări la coapsă și la inghinale l-au ținut departe de teren, el marcând un singur gol în a doua jumătate a sezonului. A revenit ca rezervă în meciul de la Roma, dar în scurt timp s-a accidentat la genunchi.
În sezonul 2007-2008, Saha a revenit după accidentare, fiind rezervă în meciul cu Sunderland, și marcând pe final golul victoriei, după o lovitură de colț. Pe 23 septembrie 2007, Saha a obținut și transformat un penalty în meciul cu Chelsea, în chiar primul meci al londonezilor cu Avram Grant pe bancă. Asta i-a adus lui Saha prima convocare în națională după un an de pauză.

## Palmares
Manchester United
- Premier League(2): 2006–07, 2007–08

Vicecampion: 2005-06
- Cupa Ligii Angliei (1): 2005–06
- FA Cup

Finalist: 2004/05, 2006/07
- UEFA Champions League (1): 2007–08

Fulham
- Football League First Division (1): 2000–01

Lazio
- Coppa Italia: 2012–13